# Seznam avstralskih kolesarjev
Seznam avstralskih kolesarjev.

## A
- Phil Anderson

## C
- Simon Clarke
- Baden Cooke

## D
- Allan Davis
- Rohan Dennis
- Luke Durbridge

## E
- Cadel Evans
- Caleb Ewan

## G
- Katrin Garfoot
- Simon Gerrans
- Matthew Goss

## H
- Nathan Haas
- Adam Hansen
- Heinrich Haussler
- Mathew Hayman
- Jai Hindley

## M
- Michael Matthews
- Jay McCarthy
- Robbie McEwen
- Bradley McGee

## O
- Stuart O'Grady

## P
- Richie Porte
- Robert Power

## R
- Luke Roberts
- Michael Rogers
- Loren Rowney

## S
- Amanda Spratt
- Neil Stephens
- Michael Storer
- Christopher Sutton